# Беликская поселковая община
Беликская поселковая община (укр. Білицька селищна громада) — территориальная община в Полтавском районе Полтавской области Украины. Административный центр —  посёлок Белики.
Создана в 2020 году, согласно распоряжению Кабинета Министров Украины № 721-р от 12 июня 2020 года «Об определении административных центров и утверждении территорий территориальных общин Полтавской области», путем объединения территорий и населенных пунктов Бутенковской сельской территориальной общины (в составе Бутенковского и Дрижиногреблянского сельских советов), Беликского поселкового и Жуковского, Марковского, Червоноквитовского, Чорбовского сельских советов Кобеляцкого района Полтавской области.

## Населенные пункты
В состав общины входят 1 поселок (Белики) и 26 сел: Бережновка, Белоконовка, Богдановка, Бутенки, Вишневое, Ветрова Балка, Дрижина Гребля, Жирки, Жуки, Зеленое, Колодяжно, Комаровка, Кустоловы Кущи, Марковка, Мирное , Прогресс, Рубаны, Свечкарево, Славновка, Степовое, Трояны, Червоное, Червоные Квиты, Чорбовка, Чумаки и Шапки.